# Халмеу
Халмеу (рум. Halmeu) — село у повіті Сату-Маре в Румунії. Адміністративний центр комуни Халмеу.
Село розташоване на відстані 460 км на північний захід від Бухареста, 22 км на північ від Сату-Маре, 141 км на північ від Клуж-Напоки.

## Населення
За даними перепису населення 2002 року у селі проживали 3507 осіб.
Національний склад населення села:
| Національність | Кількість осіб | Відсоток |
| -------------- | -------------- | -------- |
| румуни         | 2133           | 60,8%    |
| угорці         | 1329           | 37,9%    |
| цигани         | 34             | 1,0%     |
| німці          | 10             | 0,3%     |

Рідною мовою назвали:
| Мова      | Кількість осіб | Відсоток |
| --------- | -------------- | -------- |
| румунська | 2124           | 60,6%    |
| угорська  | 1380           | 39,3%    |